# David Cal
David Cal Figueroa, né le 10 octobre 1982 à Cangas (Pontevedra, Espagne), est un champion espagnol de canoë monoplace (C1) en course en ligne.

## Biographie
Il a fait ses études de sportif de haut niveau au Centre Galicien de Technification Sportive à Pontevedra.
Il a été désigné porte-drapeau de la délégation espagnole pour les Jeux olympiques de Pékin.

## Palmarès

### Jeux olympiques d'été
- Médaille d'or en canoë monoplace 1 000 mètres aux Jeux olympiques de 2004 à Athènes,  Grèce
- Médaille d'argent en canoë monoplace 500 mètres aux Jeux olympiques de 2004 à Athènes,  Grèce
- Médaille d'argent en canoë monoplace 500 mètres aux Jeux olympiques de 2008 à Pékin,  Chine
- Médaille d'argent en canoë monoplace 1 000 mètres aux Jeux olympiques de 2008 à Pékin,  Chine
- Médaille d'argent en canoë monoplace 1 000 mètres aux Jeux olympiques de 2012 à Londres,  Royaume-Uni

### Championnats du monde
- Médaille d'argent en canoë monoplace 1 000 m aux Championnats du monde 2003
- Médaille d'argent en canoë monoplace 1 000 m aux Championnats du monde 2005
- Médaille d'or en canoë monoplace 500 m aux Championnats du monde 2007
- Médaille de bronze en canoë monoplace 1 000 m aux Championnats du monde 2007
- Médaille d'argent en canoë monoplace 1 000 m aux Championnats du monde 2011